# CDV Software Entertainment

Logo antiguo.

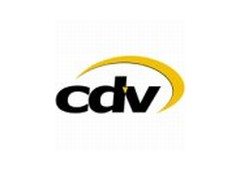
Variante del logo antiguo.

CDV Software Entertainment AG (formalmente CDV Software GmbH, abreviado cdv) fue una editora de videojuegos alemana fundada en 1989 en Karlsruhe. El 17 de abril de 2000, cdv se convirtió en una empresa cotizada en el mercado de valores de Frankfurt. A comienzos del 2000, cdv fue la mayor editora alemana en el mercado de videojuegos alemán.
La compañía fue fundada en 1989 por Wolfgang Gäbler y Christina Oppermann como una sociedad en Karlsruhe y más tarde se convirtió en una sociedad anónima. Desde su fundación, productos como Doom, Duke Nukem, Sudden Strike, Cossacks y Codename: Panzers se han colocado en las listas alemanas e internacionales.
El 17 de abril de 2000, la empresa salió a bolsa. Los juegos exitosos Sudden Strike y Cossacks aumentaron en más del doble los ingresos de ventas en 2000 a 14,5 millones de euros en comparación con el año anterior y generaron un beneficio de 1,8 millones de euros. También en el año siguiente sucedieron ventas de los mismos juegos, así como complementos a estos, un aumento en las ventas de casi 22 millones de euros y un beneficio de 1,2 millones de euros. En 2001, cdv, con una cuota de mercado del 4,6 %, fue el mayor editor alemán de juegos de PC a precio completo.
La facturación se estancó en 2002 y un aumento significativo en la compañía significó una pérdida de 185 000 euros. En 2003, incluso las amortizaciones no programadas de 7,2 millones de euros en títulos de juegos cuyo desarrollo se suspendió o que no cumplieron con las expectativas de ventas (incluidos Lula 3D y Neocron) dieron como resultado una pérdida de casi 11 millones de euros. Como resultado de esta situación de liquidez, que amenaza la existencia de la empresa, aproximadamente la mitad de la fuerza laboral fue despedida.
En 2004, sin embargo, gracias al éxito del juego "Codename Panzers - Phase One". y una adición a "Blitzkrieg" nuevamente generó una ganancia de 2.5 millones de euros. También en 2005 se tuvo que reportar en los estados financieros anuales sin pérdidas, pero ocurrió con los juegos "Cossacks 2", "Codename Panzers - Phase Two" y "Blitzkrieg 2" el éxito deseado, como "los párrafos de estos productos en total en la parte inferior del Expectativas ". Además, se puede observar que los antiguos miembros del Consejo de Administración Gäbler (CEO / CEO desde la fundación de la AG hasta junio de 2005) y Oppermann han reducido sus acciones en la empresa. En 2003, ambos tenían 54.14 %, en 2007 solo tenían el 9,11 %.
El precio de la acción cayó a un mínimo histórico en 2006; al final del año, la compañía reportó una pérdida de más de €8.2 millones. Debido al agotamiento de más de la mitad de acciones, el § 92 (1) AktG exigió a cdv convocar una reunión general extraordinaria. En la presentación a esta reunión, la junta de cdv habla de uno amenaza de "insolvencia en el tercer trimestre". Para prevenir la insolvencia, todos los derechos de War Front: Turning Point, Panzer Tactics y Jack Keane se vendieron en agosto. Además, esta publicación considera, entre otras cosas, la reducción de un tercio de los empleados, que se completó a fines del tercer trimestre. Al final de esta presentación, el consejo de administración de cdv resume una comparación con los competidores de la siguiente manera: "¡cdv está excelentemente posicionado en comparación con la competencia!" A fines de 2006, también se registró un balance de sobreendeudamiento de 1,9 millones. Pero esto está cubierto por un préstamo subordinado —tomado en 2005— (véase también Capital mezzanine) que asciende a 3,8 millones de euros.
Abrieron una oficina en el Reino Unido en 2008. En 2010, VG247 informó que presentaron una solicitud de insolvencia preliminar cuando SouthPeak Games no pagó un acuerdo.

## Títulos publicados
- American Conquest
  - Fight Back (1. Add-on for American Conquest)
  - Divided Nation (2. Add-on for American Conquest)
- Blitzkrieg
- Codename: Panzers Phase 1
- Codename: Panzers Phase 2
- Combat Mission 1-3
- Cossacks: European Wars
  - Cossacks: The Art of War (1. Add-on for Cossacks)
  - Cossacks: Back to War (2. Add-on (Stand-Alone) for Cossacks)
- Cossacks II: Napoleonic Wars
  - Cossacks II: Battle for Europe (Add-on (Stand-Alone) for Cossacks II)
- Die Römer
- Duke Nukem
- Doom
- Doom II
- Hammer & Sickle
- Heaven and Hell
- Jackass: The Game
- Lula: The Sexy Empire
- Lula 3D
- Nightwatch
- Project Nomads
- Rosso Rabbit in Trouble
- Santa Claus in Trouble
- Shadowgrounds Survivor
- Sudden Strike
- ÜberSoldier
- Breed